# Lotte Kopecky
Lotte Kopecky (Rumst, 10 de novembro de 1995) é uma desportista belga que compete no ciclismo nas modalidades de pista, especialista nas provas de madison e omnium, e rota.
Ganhou uma medalha de ouro no Campeonato Mundial de Ciclismo em Pista de 2017 e duas medalhas no Campeonato Europeu de Ciclismo em Pista de 2016, ouro na prova de madison e bronze no omnium.

## Medalheiro internacional
| Campeonato Mundial | Campeonato Mundial      | Campeonato Mundial | Campeonato Mundial |
| Ano                | Lugar                   | Medalha            | Competição         |
| ------------------ | ----------------------- | ------------------ | ------------------ |
| 2017               | Hong Kong ( China)      | Medalha de ouro    | Madison            |
| Campeonato Europeu |                         |                    |                    |
| Ano                | Lugar                   | Medalha            | Competição         |
| 2016               | Saint-Quentin ( França) | Medalha de ouro    | Madison            |
| 2016               | Saint-Quentin ( França) | Medalha de bronze  | Omnium             |

## Palmarés
- 2014
  - 2.ª no Campeonato da Bélgica em Estrada

- 2015
  - 2.ª no Campeonato da Bélgica em Estrada

- 2016
  - Troféu Maarten Wynants
  - 2.ª no Campeonato da Bélgica Contrarrelógio 
  - 2.ª no Campeonato da Bélgica em Estrada

- 2017
  - 2.ª no Campeonato da Bélgica em Estrada

- 2018
  - 2.ª no Campeonato da Bélgica Contrarrelógio 
  - 1 etapa do Lotto Belgium Tour[2]

- 2019
  - Volta à Comunidade Valenciana femininas[3]
  - Campeonato da Bélgica Contrarrelógio  
  - MerXem Classic[4]